# Castelo Gylen

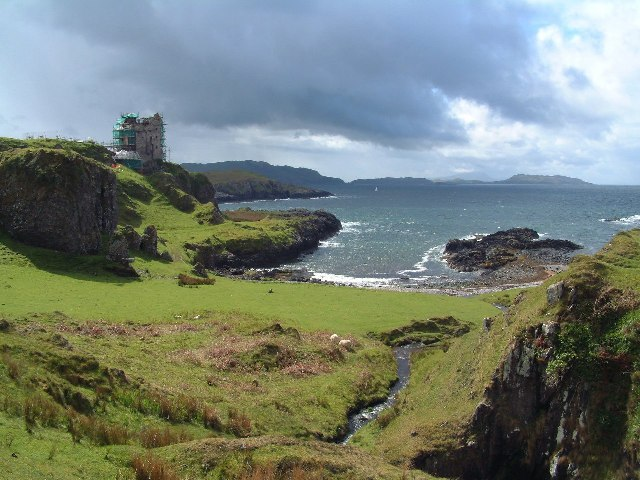
Castelo Gylen, Escócia.

O Castelo Gylen localiza-se no extremo Sul da pequena ilha de Kerrera, no arquipélago das ilhas atlânticas de Argyll, na Escócia.
O castelo foi atacado e arrasado no século XVII, quando todos os seus defensores foram chacinados.